# One Wish
«One Wish» es una canción del dúo sueco Roxette, editada como primer single del álbum recopilatorio Roxette Hits (2006).
Incluida, junto a «Reveal», como las únicas dos nuevas grabaciones de Roxette en el álbum conmemorativo de sus 20 años de carrera, «One Wish» logró llegar al top 2 en Suecia y al top 3 en España.
La canción fue grabada exclusivamente para este álbum, tras cuatro años de receso musical, debido a la enfermedad de Marie Fredriksson.